# Gaëlle Gebet
Gaëlle Gebet (Tours, 29 de junio de 1984) es una deportista francesa que compite en esgrima, especialista en la modalidad de florete.
Ganó dos medallas de bronce en el Campeonato Mundial de Esgrima, en los años 2014 y 2016, y una medalla de bronce en el Campeonato Europeo de Esgrima de 2014. En los Juegos Europeos de Bakú 2015 obtuvo una medalla de plata en la prueba por equipos.

## Palmarés internacional
| Campeonato Mundial | Campeonato Mundial      | Campeonato Mundial | Campeonato Mundial  |
| Año                | Lugar                   | Medalla            | Prueba              |
| ------------------ | ----------------------- | ------------------ | ------------------- |
| 2014               | Kazán (Rusia)           | Medalla de bronce  | Florete por equipos |
| 2016               | Río de Janeiro (Brasil) | Medalla de bronce  | Florete por equipos |
| Juegos Europeos    |                         |                    |                     |
| Año                | Lugar                   | Medalla            | Prueba              |
| 2015               | Bakú (Azerbaiyán)       | Medalla de plata   | Florete por equipos |
| Campeonato Europeo |                         |                    |                     |
| Año                | Lugar                   | Medalla            | Prueba              |
| 2014               | Estrasburgo (Francia)   | Medalla de bronce  | Florete por equipos |